# Попов Володимир Васильович
Володимир Васильович Попов (24 жовтня 1981) — український футболіст, півзахисник.

## Біографія
Вихованець кременчуцького «Кременя», в основній команді якого влітку 1999 року розпочав професійні виступи в другій лізі. Влітку 2000 року  в іншу друголігову кременчуцьку команду — «Адомс», проте провівши в клубі лише один сезон Попов змушений був покинути команду, так як вона була розформована.
Влітку 2001 року підписав контракт з вищоліговою полтавською «Ворсклою», проте до кінця 2004 року грав за другу команду, що виступала у другій лізі. За весь цей час Попов зіграв лише два матчі за основну команду: один у кубку і один з чемпіонаті — 9 листопада 2003 року проти «Іллічівця» (3:1), який став для футболіста дебютним в еліті.
Другу половину сезону 2004/05 на правах оренди виступав за першолігову дніпродзержинську «Сталь», після чого повернувся в Полтаву, де несподівано став основним гравцем, зігравши наступного сезону у 28 матчах чемпіонату. Проте, у сезоні 2006/07 Володимир втратив місце основного півзахисника, зігравши лише в 9 матчах чемпіонату, більшість з яких виходив на заміну, через що після завершення сезону покинув команду.
В подальшому виступав за першолігові «Кримтеплицю» та «Сталь» (Дніпродзержинськ), а також друголігові «Верес» та «Олком», але в жодній команді надовго не затримувався.
З літа 2010 року виступав за аматорський клуб «Нове життя», з яким виграв усі три аматорські українські турніри, а також обласний чемпіонат і кубок.

## Досягнення
- Володар кубку Полтавської області: 2010, 2011
- Чемпіон ААФУ: 2011
- Володар Суперкубка ААФУ: 2011
- Володар Кубка ААФУ: 2012
- Чемпіон кубку Полтавської області: 2012